# Comuna Verșați, Ciîhîrîn
Verșați (în ucraineană Вершаці) este o comună în raionul Ciîhîrîn, regiunea Cerkasî, Ucraina, formată din satele Taraso-Hrîhorivka și Verșați (reședința).

## Demografie
Componența lingvistică a comunei Verșați
     Ucraineană (95,35%)
     Rusă (2,59%)
     Română (1,97%)
     Alte limbi (0,09%)
Conform recensământului din 2001, majoritatea populației comunei Verșați era vorbitoare de ucraineană (95,35%), existând în minoritate și vorbitori de rusă (2,59%) și română (1,97%).